# Phaea erinae
Phaea erinae är en skalbaggsart som beskrevs av Chemsak 2000. Phaea erinae ingår i släktet Phaea och familjen långhorningar. Inga underarter finns listade i Catalogue of Life.